# Jahlil Okafor
Jahlil Okafor (ur. 15 grudnia 1995 w Chicago) – amerykański koszykarz, występujący na pozycji środkowego, posiadający także nigeryjskie obywatelstwo.
W 2014 wystąpił w meczu wschodzących gwiazd – Nike Hoop Summit oraz McDonald’s All-American.
7 grudnia 2017 trafił w wyniku wymiany do zespołu Brooklyn Nets.
8 sierpnia 2018 podpisał umowę z New Orleans Pelicans.
1 grudnia 2020 został zawodnikiem Detroit Pistons. 3 września 2021 został wytransferowany do Brooklyn Nets. 9 września opuścił klub. 22 września 2021 dołączył do Atlanty Hawks. 11 października 2021 został zwolniony.

## Osiągnięcia
Stan na 13 października 2021, na podstawie, o ile nie zaznaczono inaczej.
NCAA
- Mistrz NCAA (2015)[11]
- Zawodnik roku konferencji Atlantic Coast (ACC – 2015)[12]
- Najlepszy pierwszoroczny zawodnik:
  - NCAA według USBWA (2015)[13]
  - ACC (2015)[14]
- Laureat nagrody – Pete Newell Big Man Award (2015)[15]
- Zaliczony do:
  - I składu:
    - All-American (2015)
    - ACC (2015)
    - debiutantów ACC (2015)
    - turnieju Coaches vs. Classic (2015)

  - II składu turnieju ACC (2015)

NBA
- Zaliczony do I składu debiutantów NBA (2016)[16]
- Uczestnik Rising Stars Challenge (2017)[17]

Reprezentacja
- Mistrz:
  - świata:
    - U-19 (2013)
    - U-17 (2012)

  - Ameryki U-16 (2011)
- MVP mistrzostw świata U-17 (2012)
- Zaliczony do I składu mistrzostw świata:
  - U-17 (2012)
  - U-19 (2013)